# GE U12B
A GE U12B é uma locomotiva diesel-elétrica produzida pela GE Transportation entre 1957 e 1958, sendo utilizada no Brasil e no África do Sul. O modelo foi substituído pela GE U13B lançado em 1959.
Foi projetada para linhas com restrições de gabarito e peso, típica de países em desenvolvimento. São capazes de operar em qualquer bitola, de 0,914 a 1,676m.
Foram desenvolvidas pela GE para fazer concorrência com o modelo EMD G12, que foi mais bem sucedido tanto em vendas quanto em durabilidade.

## Tabela
| Modelo | Potência (HP) | Bitola (m)    | Fabricante       | Origem | Ano de Fabricação |
| ------ | ------------- | ------------- | ---------------- | ------ | ----------------- |
| U12B   | 1200          | 0,914 e 1,600 | General Electric | EUA    | 1957 a 1958       |

## Proprietários Originais
Abaixo são listados os proprietários originais das locomotivas GE U12B.

## Brasil

### RVPSC e EFL
Foram maquinas adquiridas pela RFFSA para finalizar o processo dieselização das linhas de bitola métrica da RVPSC e EFL. Durante operação nessas ferrovias (regionais da RFFSA) houve grande intercâmbio de maquinas, sendo trocadas entre elas por várias vezes, conforme a demanda.
Na RVPSC foram numeradas de #50 a #69 e na Leopoldina de #2301 a #2310. Com a chegada das EMD G22U na então 11ª Regional (sucessora da RVPSC) as unidades dessa malha formam todas transferidas para a Leopoldina.

### EFS e Fepasa
Foram adquiridas pela Estrada de Ferro Sorocabana 22 locomotivas para o uso na tração de trens de passageiros e carga. Já na Fepasa, após serem renumeradas como série 3200 (#3201 a #3222) foram lotadas para tração dos trens de Bauxita, aonde eram acopladas até quatro unidades para rebocar trens com gôndolas de bauxita. Ficaram sediadas em Assis e Botucatu e então Poços de Caldas e Mairinque.

### Na RFFSA
Após serem transferidas da regional do Paraná e Santa Catarina, foram renumeradas para #2311 a #2339 essas maquinas passaram a operar na Leopoldina. Algumas unidades foram transferidas para a Noroeste do Brasil (NOB), aonde faziam desde manobras e tração dos trens de carga e passageiros entre Bauru (SP) e Corumbá (MS).

## Privatização
Quando do processo de concessões realizado na década de 90, muitas locomotivas GE U12B da RFFSA encontravam-se entre os bens cedidos pela União, sendo que no leilão ‘’PND/A-05/95’’ realizado em 5 de Março de 1996 para concessão da malha Noroeste foram cedidas 12 locomotivas para a Ferroviária Novoeste S.A.. No leilão PND/A-03/96/RFFSA da malha Centro-Leste realizado em 14 de Junho de 1996 foram cedidas quatro locomotivas para a Ferrovia Centro-Atlântica.
Quando da concessão da malha paulista (FEPASA), muitas GE U12B (originalmente EFS) foram transferidas para a Ferroban. Em fevereiro de 2002, quando da transferência de parte do trecho pela Ferroban para a FCA foram transferidas diversas locomotivas, entre elas a GE U12B #3208.
As locomotivas cedidas a Novoeste e Ferroban foram incorporadas a holding Brasil Ferrovias, vindo posteriormente fazer parte da ALL, quando da fusão das empresas.

## Situação atual

### África do Sul
Foram adquiridas 45 locomotivas GE U12B, iniciando o processo de dieselização e grande escala na SAR. Foram baixadas pela SAR e atualmente duas locomotiva encontram-se operacionais na Sheltam e uma terceira unidade é usada para fornecimento de peças.

### Brasil
A maioria das locomotivas originalmente RVPSC foi baixada, restando em operação nas linhas da América Latina Logística (Malha Norte e Sul) duas locomotivas: #2328 (ex-RVPSC #67 ) e #2327 (ex- RVPSC #66) com nariz baixo e na VLI encontram-se em operação cinco locomotivas entre ela a #2310 (ex-RVPSC #69). A locomotiva #2327 foi reformada em 2008, tendo o nariz curto rebaixado, deixando a locomotiva com aspecto parecido com a GE U20C, passando a operar como manobreira na fabrica de cimento da Votorantim em Rio Branco do Sul-PR.
A única locomotiva originalmente EFS em operação é a #3208 com pintura VLI.
Na VLI ainda operam as locomotivas #2313, 2314 e #não identificada originalmente EFL nas linhas da empresa na Bahia e Sergipe.